# گاوسهره گرند کیمن
گاوسهره بزرگ کیمن (نام علمی: Melopyrrha taylori) یک پرنده تهدیدشدهٔ بومی در جزیره گراند کیمن است. این تنها گونه پرنده بومی جزایر کیمن از زمان انقراض توکای گرند کیمن (Turdus ravidus) است، اگرچه چندین زیرگونه پرنده نیز بومی هستند.